# Tuvalu A-Division 2011
Il campionato di Tuvalu A-Division 2011 è stata l'11ª edizione del campionato, ed è stato vinto dal Nauti Football Club per la 6ª volta (5° consecutivo).

## Squadre partecipanti
| Club            | Isola      |
| --------------- | ---------- |
| Nauti A         | Funafuti   |
| Tofaga A        | Vaitupu    |
| Tofaga B        | Vaitupu    |
| Lakena United A | Nanumea    |
| Lakena United B | Nanumea    |
| Manu Laeva A    | Nukulaelae |
| Tamanuku A      | Nukufetau  |

## Classifica
|  |    | Classifica finale 2011 | Pti | G | V | N | P | GF | GS | DR |
|  | -- | ---------------------- | --- | - | - | - | - | -- | -- | -- |
|  | 1. | Nauti                  | 13  | 6 | 4 | 1 | 1 | 12 | 6  | +6 |
|  | 2. | Tofaga A               | 10  | 6 | 2 | 4 | 0 | 12 | 9  | +3 |
|  | 3. | Lakena United B        | 9   | 6 | 2 | 3 | 1 | 14 | 9  | +5 |
|  | 4. | Tofaga B               | 8   | 6 | 2 | 2 | 2 | 10 | 10 | 0  |
|  | 5. | Lakena United A        | 8   | 6 | 2 | 2 | 2 | 7  | 10 | -3 |
|  | 6. | Manu Laeva             | 7   | 6 | 2 | 1 | 3 | 10 | 16 | -6 |
|  | 7. | Tamanuku               | 5   | 6 | 1 | 2 | 3 | 8  | 12 | -4 |

### Verdetti
- Nauti Campione di Tuvalu 2011.

## Statistiche e record

### Classifica marcatori
| Gol | Rigori |  | Giocatore       | Squadra         |
| --- | ------ |  | --------------- | --------------- |
| 6   |        |  | Starzle         | Manu Laeva A    |
| 6   |        |  | Lutelu Tiute    | Tofaga A        |
| 6   |        |  | Siopepa Tailolo | Lakena United B |
| 4   |        |  | Naisali Kalisi  | Nauti A         |
| 3   |        |  | Lopati Okelani  | Tofaga A        |
| 3   |        |  | Mase Tumua      | Nauti A         |
| 3   |        |  | Okilani Tinilau | Manu Laeva A    |
| 2   |        |  | Fakaava Malua   | Lakena United B |
| 2   |        |  | Kanava          | Lakena United B |
| 2   |        |  | Togevai         | Lakena United B |

## Calendario e risultati

### Prima giornata
Giocate il 29 gennaio 2011
| squadra      | risultato | squadra         |
| ------------ | --------- | --------------- |
| Nauti A      | 2-0       | Tamanuku A      |
| Manu Laeva A | 1-1       | Lakena United B |
| Tofaga A     | 0-0       | Lakena United A |

### Seconda giornata
Giocate il 5 febbraio 2011
| squadra         | risultato | squadra      |
| --------------- | --------- | ------------ |
| Tofaga B        | 2-1       | Manu Laeva A |
| Lakena United B | 1-1       | Tofaga A     |
| Lakena United A | 0-2       | Nauti A      |

### Terza giornata
Giocate il 12 febbraio 2011
| squadra         | risultato | squadra         |
| --------------- | --------- | --------------- |
| Lakena United A | 4-3       | Lakena United B |
| Nauti A         | 3-0       | Manu Laeva A    |
| Tamanuku A      | 0-2       | Tofaga B        |

### Quarta giornata
Giocate il 19 febbraio 2011
| squadra         | risultato | squadra    |
| --------------- | --------- | ---------- |
| Nauti A         | 1-1       | Tofaga A   |
| Lakena United B | 3-1       | Tofaga B   |
| Manu Laeva A    | 1-3       | Tamanuku A |

### Quinta giornata
Giocate il 26 febbraio 2011
| squadra      | risultato | squadra         |
| ------------ | --------- | --------------- |
| Manu Laeva A | 3-1       | Lakena United A |
| Tofaga A     | 2-2       | Tofaga B        |
| Tamanuku A   | 2-2       | Lakena United B |

### Sesta giornata
Giocate il 5 marzo 2011
| squadra         | risultato | squadra      |
| --------------- | --------- | ------------ |
| Lakena United A | 2-2       | Tamanuku A   |
| Tofaga A        | 6-4       | Manu Laeva A |
| Tofaga B        | 1-2       | Nauti A      |

### Settima giornata
Giocate il 12 marzo 2011
| squadra         | risultato | squadra  |
| --------------- | --------- | -------- |
| Lakena United B | 4-1       | Nauti A  |
| Lakena United A | 2-2       | Tofaga B |
| Tamanuku A      | 1-2       | Tofaga A |